# Limnocletodes oblongatus
Limnocletodes oblongatus är en kräftdjursart som beskrevs av Shen och Tai 1964. Limnocletodes oblongatus ingår i släktet Limnocletodes och familjen Cletodidae. Inga underarter finns listade i Catalogue of Life.